# Guillaume Delfau
Pour les articles homonymes, voir Delfau et Guillaume-Antoine Delfaud.
Guillaume Delfau est un homme politique français né le 20 août 1766 à Grives (Dordogne) et mort le 6 juillet 1815 à Périgueux.

## Biographie
Homme de lettres, il est élu député de la Dordogne du 10 septembre 1791 au 20 septembre 1792, siégeant avec les modérés de la majorité. Incarcéré comme suspect sous la Terreur, il est libéré après le 9 thermidor. Il devient secrétaire général de la préfecture de Dordogne en 1800 et y reste jusqu'à son décès en 1815.

## Publication
- Précis statistique du département de la Dordogne, an 12 (lire en ligne)

## Sources
- « Guillaume Delfau », dans Adolphe Robert et Gaston Cougny, Dictionnaire des parlementaires français, Edgar Bourloton, 1889-1891 [détail de l’édition]